# Salto Rehuén
El salto Rehuén (< mapudungun 'lugar sagrado') es una caída de agua desde un estero estacional alimentado por canales de regadío.  Presenta una altura de 70 metros en un corte vertical que ha causado la erosión de la roca volcánica en la base de la cascada.
El lugar está ubicado a 5 kilómetros al sur de la ciudad Mulchén (Provincia de Biobío) por camino interior (enlace roto disponible en Internet Archive; véase el historial, la primera versión y la última)..

## Mitología
Existen varias leyendas acerca de cómo se formó este lugar. Los antiguos moluches que habitaban la zona pensaban que un enfrentamiento de dioses y fuerzas sobrenaturales habían originado tal accidente geográfico.[cita requerida]